# Camilla Brodin
Helena Camilla Iréne Brodin, född Torstensson 24 juni 1979 i Gustav Adolfs församling i Borås, är en svensk politiker (kristdemokrat). Hon är ordinarie riksdagsledamot sedan 2018, invald för Stockholms kommuns valkrets sedan 2022 (dessförinnan invald för Stockholms läns valkrets 2018–2022).
Brodin gick med i Kristdemokraternas ungdomsförbund KDU under högstadietiden. Hon är utbildad lärare i matematik. Hon har även läst specialpedagogik. Hon var kommunalråd i Täby kommun mellan 2014 och 2018, med särskilt ansvar för arbetsmarknad och näringslivsfrågor. Hon valdes in i riksdagen i samband med valet 2018.